# Váha vzduchu

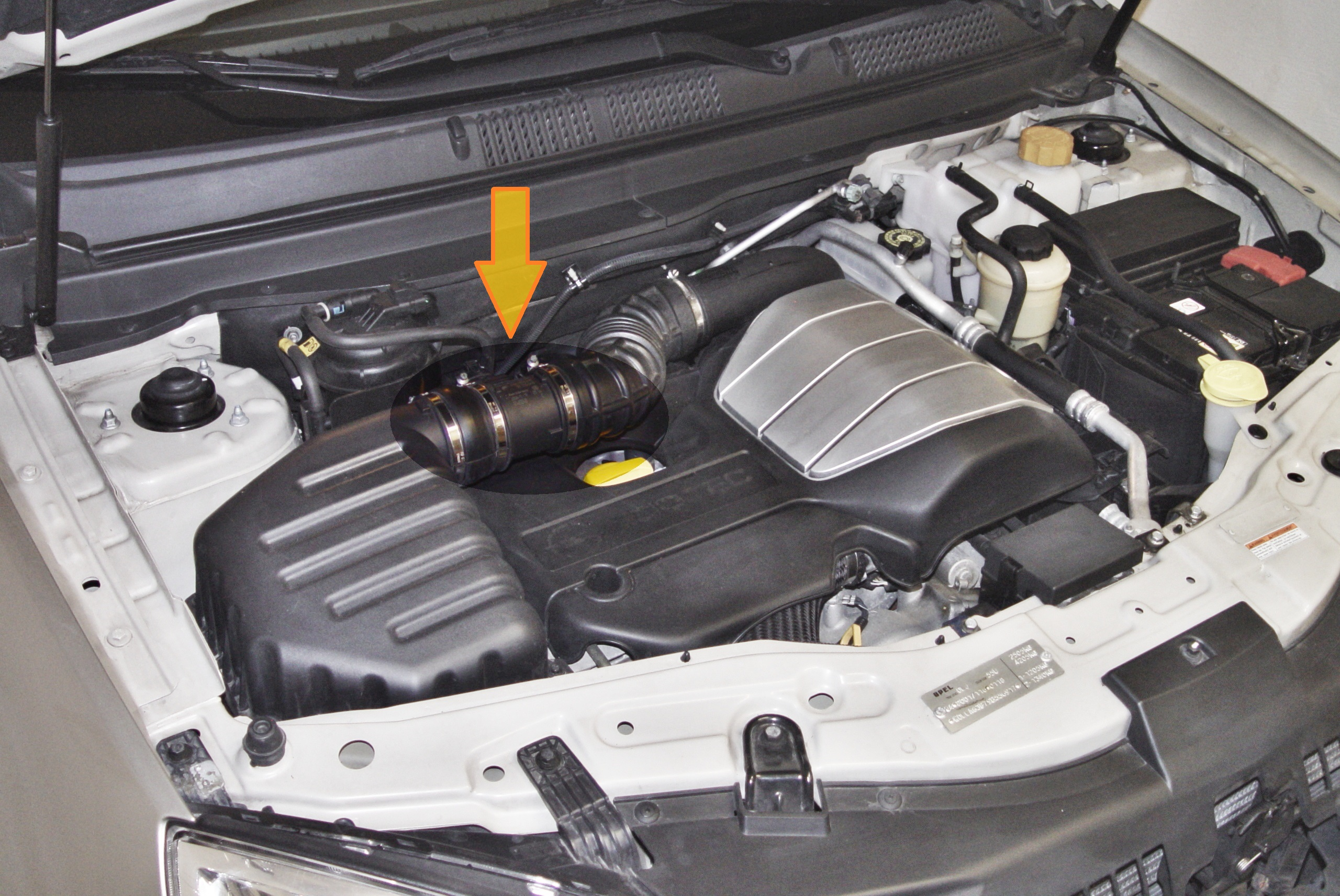
Umístění snímače hmotnosti nasávaného vzduchu ("váhy vzduchu") v motorovém prostoru vozu Opel Antara 2.0 CDTI.

Váha vzduchu je mezi automobilisty rozšířené slangové označení pro snímač množství vzduchu protékajícího do spalovacího motoru se vstřikováním paliva. V motorovém prostoru moderních automobilů tento snímač najdeme obvykle v sacím potrubí za vzduchovým filtrem před škrticí klapkou. Pokud je snímač množství vzduchu navržen tak, že měří přímo hmotnostní průtok vzduchu, označuje se často také jako MAF (Mass Air Flow) senzor.  

## Proud vzduchu v sacím potrubí
Při řízení chodu zážehových a vznětových motorů je nezbytné zajistit správné složení palivové směsi ve všech provozních režimech. Složení palivové směsi charakterizuje poměr hmotností nasávaného vzduchu a paliva. Např. pro zážehové motory spalující benzín se jako optimální udává teoretický směšovací poměr 1 : 14,7 (ke spálení 1 kg benzínu je potřeba 14,7 kg vzduchu - stechiometrický poměr). Skutečný směšovací poměr se od teoretického liší v závislosti na teplotě, otáčkách a zatížení motoru. Zatímco údaje o průtoku paliva jsou dostupné z elektronicky řízených vstřikovacích systémů, pro měření průtoku vzduchu je třeba použít speciálně navržený snímač.
V závislosti na typu motoru se horní hranice hmotnostního průtoku vzduchu v sacím potrubí pohybuje v rozmezí zhruba od 400 do 1 200 kg/h a poměr mezi minimálním průtokem při volnoběhu a maximálním průtokem při plném zatížení motoru může dosahovat hodnot až 1 : 100. Přitom se vyžaduje vysoká přesnost měření s relativní chybou 1 až 2 %, což souvisí s poměrně přísnými požadavky na snižování spotřeby a na plnění emisních norem automobilů. Proud vzduchu v sacím potrubí vykazuje pulzace, které souvisejí s otevíráním sacích ventilů motoru. Tento jev je nejvýraznější při plném zatížení tří- a čtyřválcových motorů, u nichž se nepřekrývají fáze otevírání sacích ventilů v jednotlivých válcích. Perioda těchto pulzací závisí na otáčkách motoru a je řádu jednotek až desítek ms. V sacím potrubí může docházet i k rezonančním efektům, které zesílí pulzace vzduchu do té míry, že se objeví i krátkodobé epizody zpětného proudu. Průtokoměr, který nereaguje na směr proudu vzduchu, v takovém případě vykazuje větší chybu měření.

## Snímače množství vzduchu v automobilech
Průtokoměry vzduchu využívají několika fyzikálních principů, podle nichž je můžeme rozdělit na snímače udávající průtok objemový nebo hmotnostní. Pokud se měří rychlost proudu vzduchu v sacím potrubí (např. u průtokoměrů vírových nebo ultrazvukových), je výsledkem objemový průtok. Řídicí jednotka však pro dosažení správného směšovacího poměru potřebuje znát hmotnostní průtok vzduchu do motoru. Je proto třeba měřit i teplotu a tlak vzduchu a objemový průtok přepočítávat na průtok hmotnostní. Vyšší přesnosti měření se dosahuje s těmi průtokoměry, které měří hmotnostní průtok přímo, nezávisle na teplotě a tlaku vzduchu (to je případ průtokoměrů tepelných).

### Vírový průtokoměr

Dvourozměrná animace Kármánovy vírové stezky.

Vírové průtokoměry začali používat po roce 1980 hlavně japonští výrobci automobilů. Vybaveny jimi byly např. vozy Diamond-Star Motors (bývalý společný podnik Mitsubishi + Chrysler), Toyota, Lexus, BMW a další. Tyto průtokoměry jsou založeny na von Kármánově efektu, kdy za překážkou (např. kuželem) vloženým do proudu tekutiny (vzduchu), se po stranách střídavě odtrhávají víry, které jsou unášeny proudem tekutiny a vytvářejí Kármánovou stezku. Frekvence tvorby těchto vírů je úměrná rychlosti proudění tekutiny, a proto i velikosti objemového průtoku. Ve vhodné vzdálenosti za přepážkou se snímá frekvence vírů. K tomu lze použít optočlen založený na tom, že vzduchové turbulence odklánějí svazek infračerveného záření, který dopadá na fototranzistor. Další možností je ultrazvukový vysílač, který vysílá ultrazvukové záření napříč proudem vzduchu na Kármánově stezce k přijímači na protější stěně potrubí. Přijímač zaznamenává zeslabení ultrazvukového signálu způsobené vzduchovými víry. Výslednou přesnost měření snižují pulzace vzduchu v sacím potrubí a případné znečištění vnitřních ploch průtokoměru.

### Ultrazvukový průtokoměr
S ultrazvukovou technikou se lze setkat nejen jako s detektorem ve vírových průtokoměrech, ale i v ultrazvukových průtokoměrech. Pro měření rychlosti proudícího čistého vzduchu je vhodné uspořádání s vyhodnocením doby šíření ultrazvukového signálu. Akustický pulz se pod úhlem α šíří napříč proudícím vzduchem, jednou po proudu, podruhé proti proudu. Doby šíření pulzu se v obou případech navzájem liší a jejich rozdíl Δt je přímo úměrný objemovému průtoku vzduchu. Průtokoměry tohoto typu se používají ve zkušebních stolicích pro měření proudu vzduchu v sacím traktu spalovacích motorů.

### Průtokoměr s otočnou klapkou

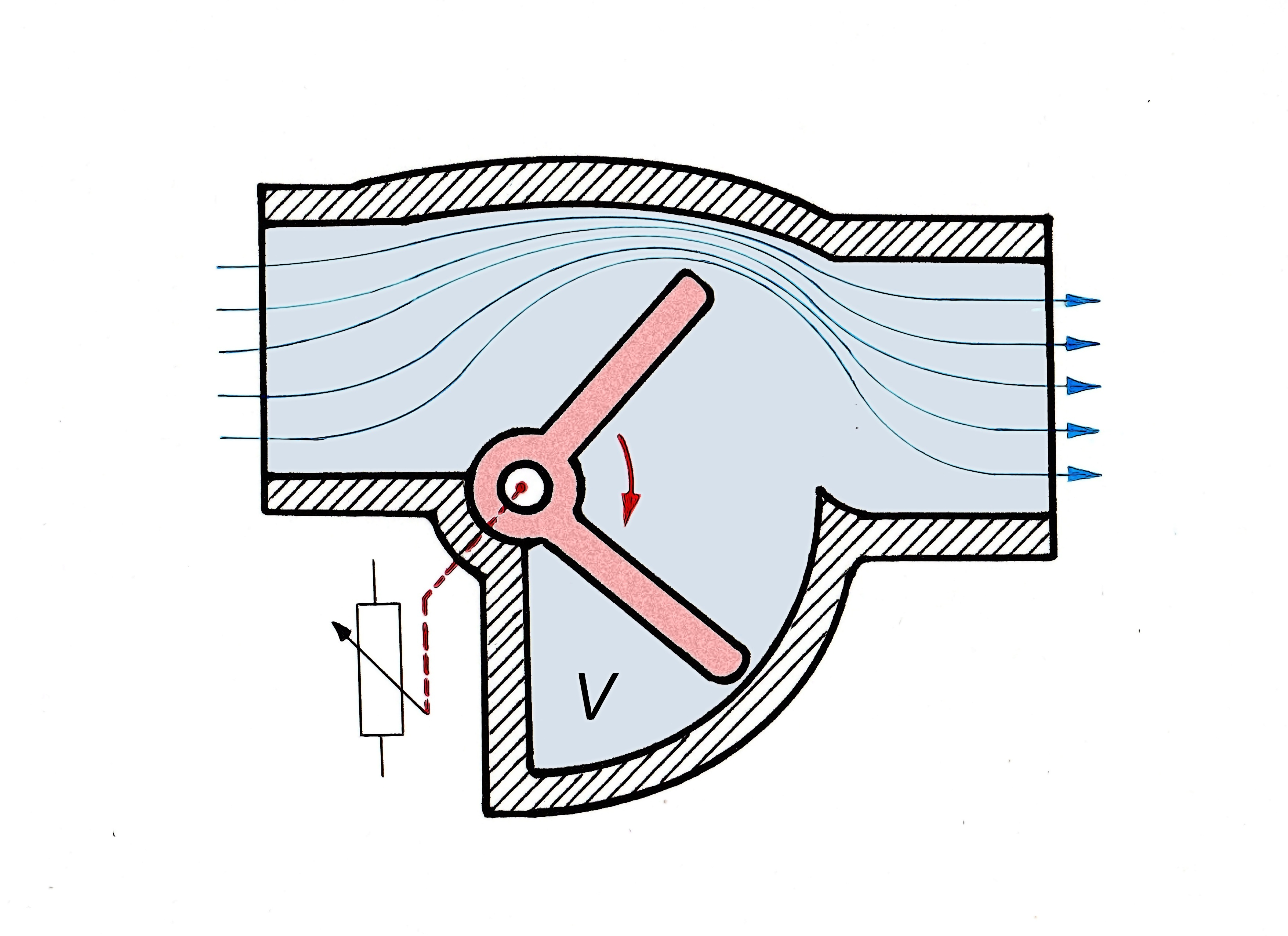
Průtokoměr s otočnou klapkou.

Průtokoměr s otočnou klapkou vyvinula firma Bosch. Označuje se také jako Moving-Vane Airflow (VAF) Sensor a používal se jako součást vstřikovacích systémů Bosch K-, L-Jetronic a Monotronic M3.Proud vzduchu natáčí měřicí klapku proti síle vratné pružiny. Komora s klapkou je konstruována tak, že volný průřez se s rostoucím průtokem a s rostoucím pootočením klapky zvětšuje. Tím se dosáhne požadovaného rozpětí měřených průtoků v poměru 1 : 100. Měřicí klapka je spojena s kompenzační klapkou, která vymezuje proměnný objem V ve slepé části komory. Cílem tohoto uspořádání je tlumení kmitů měřicí klapky související s pulzacemi vzduchu v sání motoru. Obě klapky jsou spojeny s hřídelí, která ovládá jezdec potenciometru a tak se úhel natočení klapky převádí na elektrické napětí. Celý systém lze navrhnout tak, že existuje buď lineární (KE-Jetronic), nebo logaritmická (L-Jetronic) závislost mezi průtokem vzduchu a výstupním signálem průtokoměru. V případě logaritmické charakteristiky to znamená, že citlivost takového snímače je mnohem větší při malém průtoku vzduchu než při průtoku velkém.
S použitím rovnice kontinuity a Bernoulliho rovnice lze pro tento typ průtokoměru odvodit, že hodnota měřeného průtoku {\displaystyle Q} neodpovídá ani objemovému průtoku {\displaystyle {\dot {V}}} ani hmotnostnímu průtoku {\displaystyle {\dot {m}}}, ale jejich geometrickému průměru: {\displaystyle Q} = {\displaystyle const} {\displaystyle \centerdot } {\displaystyle {\sqrt {{\dot {V}}\centerdot {\dot {m}}}}}
Po roce 1990 firma Bosch tento typ snímače nahradila hmotnostními průtokoměry, protože starší systém měl tu nevýhodu, že jeho výstup ovlivněný objemovým průtokem vyžadoval korekce na kolísání teploty a tlaku vzduchu.

### Tepelné hmotnostní průtokoměry

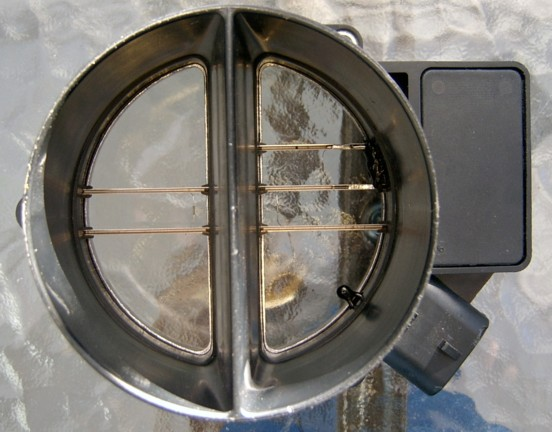
MAF senzor ACDelco s vyhřívaným drátkem (bez vstupní síťky).

Tepelné průtokoměry vyhodnocují energetickou rovnováhu při sdílení tepla mezi elektricky vyhřívaným topným elementem (tenký drát nebo rezistor ve formě tenké vrstvy) a proudícím vzduchem. Přitom lze měřit buď ochlazování topného tělesa, nebo změny v rozložení teplotního pole v proudícím vzduchu. V obou případech je měření nezávislé na hustotě vzduchu, která je funkcí tlaku a teploty vzduchu, a výsledkem měření je proto hmotnostní průtok vzduchu. Tyto průtokoměry neobsahují žádné pohyblivé části.

### Průtokoměr s vyhřívaným drátkem (termoanemometr)

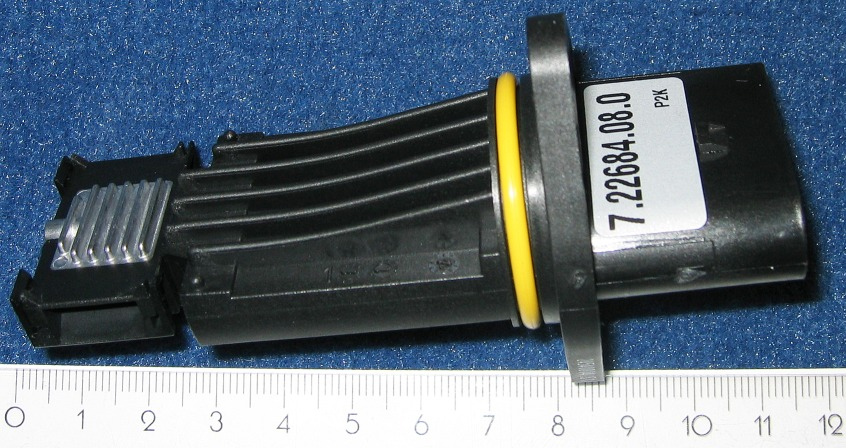
Tepelný průtokoměr s vyhřívanou vrstvou (Pierburg).

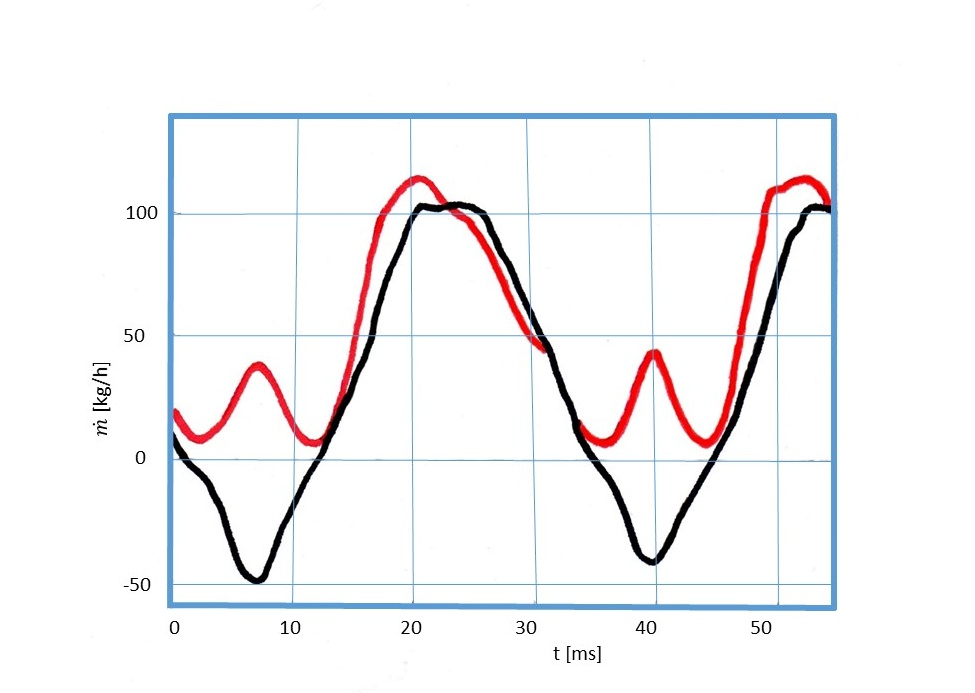
Pulzace vzduchu se zpětným proudem. Měření průtokoměrem s vyhřívaným drátkem (červená křivka) a průtokoměrem s vyhřívanou vrstvou (černá křivka).

Tenký platinový drát Ø 0,7 mm v proudu vzduchu je vyhříván elektrickým proudem na konstantní teplotu, která se volí asi o 100 °C vyšší než teplota proudu vzduchu. Změny průtoku vzduchu mění i teplotu vyhřívaného drátu. Aby se teplota udržovala na konstantní hodnotě, musí se odpovídajícím způsobem měnit i topný elektrický proud. Změny elektrického proudu jsou velmi citlivou, i když nelineární, mírou proudu vzduchu v sacím potrubí. Tento průtokoměr je schopen reagovat velmi rychle na změny průtoku vzduchu s odezvou řádu ms, nerozlišuje však směr proudícího vzduchu.Průtokoměru je náchylný na znečistění vyhřívaného drátku, které pak snižuje přesnost měření. Drátek se proto po každém vypnutí motoru automaticky vyhřeje elektrickým proudem po dobu zhruba 1 s na teplotu asi 1 000 °C. Tím se nečistoty spálí, odpaří se, a povrch drátku se tak udržuje čistý. Usazování nečistot se brání také tenkým posklením měřicího drátku. Takové průtokoměry vyrábí např. firma DENSO.

### Průtokoměr s vyhřívanou vrstvou

Deformace teplotního pole proudem vzduchu v diferenčním tepelném průtokoměru.

Tento průtokoměr se označuje také jako diferenční tepelný průtokoměr nebo HFM (Hot Film Mass) senzor. Vyhřívaný tenký drátek lze nahradit rezistorem ve formě vrstvy na podložce. Vrstvy lze vytvářet tlustovrstevnou nebo tenkovrstevnou technologií, tedy pomocí sítotisku nebo vakuovým napařováním či naprašováním. Topný element se vyhřívá elektricky na teplou asi o 120 až 180 °C vyšší než je teplota nasávaného vzduchu. Po obou stranách (proti proudu a po proudu vzduchu) topného elementu jsou umístěny teplotní snímače, které při nulovém průtoku vzduchu zaznamenávají totožné teploty T1 a T2. Pohybující se vzduch rozložení teplot změní, oba snímače vykazují rozdílné teploty a jejich rozdíl ΔT = T2 - T1 je úměrný hmotnostnímu průtoku vzduchu. Na rozdíl od průtokoměru s vyhřívaným drátkem není v tomto případě topný proud výstupním signálem. I když i zde je závislost mezi ΔT a průtokem vzduchu nelineární, má tento systém jednu podstatnou přednost: rozlišuje směr proudění vzduchu a přispívá tím k vyšší přesnosti a spolehlivosti vstupních údajů pro řídicí jednotku motoru. Požadovaná rychlost reakce na velkou změnu průtoku vzduchu musí být nižší než 15 ms. Velká změna průtoku znamená např. vzrůst 10 kg/h → 310 kg/h, což odpovídá otevření klapky sání při akceleraci určitého typu vozu. Na substrát v bezprostřední blízkosti teplotních snímačů lze umístit hybridní obvody s vyhodnocovací elektronikou a miniaturizovat tak celý průtokoměr. Topný element s teplotními snímači se nevkládá do hlavního proudu vzduchu pouzdra průtokoměru, ale do paralelní obtokové větve menšího průřezu. Obtokový kanál lze tvarovat tak, aby se omezil dopad případných nečistot na citlivé měřicí prvky. Průtokoměr s vyhřívanou vrstvou proto nevyžaduje opakované čistění krátkým ohřevem zavedené v případě vyhřívaného drátku. Významnými výrobci průtokoměrů tohoto typu jsou firmy Bosch a Pierburg.